# Zeittafel des Staßfurter Salzbergbaus
Dieser Artikel gibt eine Übersicht zur Bergbaugeschichte der Staßfurter Region.

## Chronologie

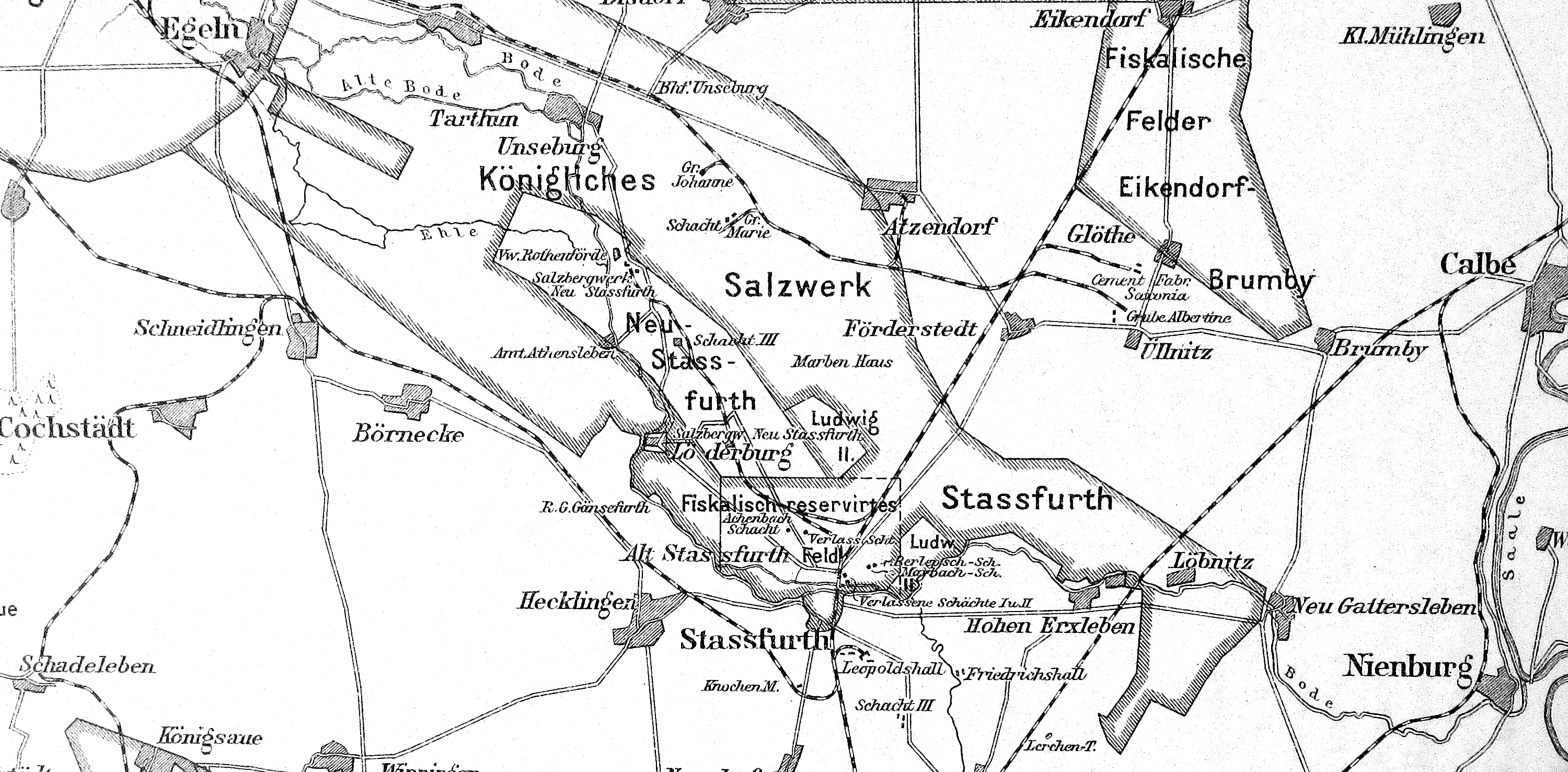
Lageplan des Staßfurter Bergbaureviers um das Jahr 1900.

Die Geschichte der bergbaulichen Gewinnung von Salzen am Staßfurt-Egelner-Rogenstein-Sattel beginnt im Jahre 1856 mit dem Ansetzen der ersten Abbausohle bei 334 m Teufe im „v. d. Heydt“-Schacht. Dem voraus gingen die Bemühungen der Staßfurter Salinenbetreiber die natürliche Salzkonzentration der zu versiedenden natürlich gewonnenen Sole durch Beifügung von festem Steinsalz zu erhöhen, deren Vorkommen sie im Untergrund des Salinengeländes vermuteten. Diese Vermutung fand ihre Bestätigung nach dem erfolgreichen Niederbringen einer Tiefbohrung; begonnen anno 1839.
Nähere Angaben zu dieser Bohrung und dem sich anschließenden Bergbau auf Kali- und Steinsalze findet sich im
Folgend nun eine zusammengefasste chronologische Darstellung der Ereignisse (u. a. entnommen einer Veröffentlichung des Staßfurter Bergmannsvereins und ergänzt aus anderen Archiv- und Literaturquellen.
1839: Beginn des Abteufens eines Bohrloches auf dem Salinehof zwecks Gewinnung konzentrierterer Sole.
1851: Einstellung dieser Bohrarbeiten bei 581 m Teufe im festen Steinsalz.
1851: Am 4. Dezember: Namensgebung des „v. d. Heydt“- Kunstschachtes [= Fahrschacht] auf dem Salinehof; Beginn des Schachtabteufens am 15. Dezember.
1852: Am 31. Januar: Namensgebung des „v. Manteuffel“- Förderschachtes und Abteufbeginn auf der Bohrlochmitte am 9. Februar.
1856: Bei den Teufarbeiten im „v. d. Heydt“-Schacht wird in ca. 256 m Teufe Carnallit (damals noch Abraumsalz) des Kaliflözes „Staßfurt“ angefahren. Ansetzen der ersten Abbausohle bei 334 m Teufe.
1857: Aufnahme der Förderung von Staßfurt-Steinsalz aus 334 m Teufe aus den Schächten „v. d. Heydt“ und „v. Manteuffel“ des „Königlichen Preußischen Salzbergwerk’s Staßfurt“.
1858: Im Juli wird das Abteufen der Schächte I und II zur Errichtung des „Herzoglich Anhaltischen Salzbergwerk’s Leopoldshall“ aufgenommen.
1859: Abteufbeginn des „Bodelschwingh-Schachtes“ (an der Calbesche’n Straße) zur Erweiterung des Abbaufeldes der Schächte „v. d. Heydt“ und „v. Manteuffel“. Die Arbeiten mussten bald wegen technischer Schwierigkeiten bei einer Teufe von ca. 10–12 m abgebrochen werden.
1860: Im März des Jahres bergmännischer Aufschluss des Kaliflözes „Staßfurt“ und erste Anfänge der Carnallitgewinnung und -förderung auf den Schächten „v. d. Heydt“ und „v. Manteuffel“.
1861: Aufnahme der Carnallit-Förderung auf dem „Königlich Preußischen Salzbergwerk Staßfurt“.
1861/1862: Aufnahme der Förderung von Kainit, Carnallit und Staßfurt-Steinsalz im „Herzoglich Anhaltischen Salzbergwerk Leopoldshall“.
1862: Errichtung und Inbetriebnahme zahlreicher privater chemischer Fabriken in Staßfurt und Leopoldshall zur Verarbeitung der geförderten Kalisalze.
1866: Abteufbeginn des „Emmerson-Schachtes“ (in der Häuerstraße) zur Erweiterung des Abbaufeldes der Schächte „v. d. Heydt“ und „v. Manteuffel“. Das Vorhaben musste 1867 durch starke Zuflüsse bei 16 m Teufe aufgegeben werden.
1872: Abteufbeginn des „Köppen-Schachtes“ (in kreisrunder Form; gelegen an der Löderburger Bahn) zur Erweiterung des Abbaufeldes der Schächte „v. d. Heydt“ und „v. Manteuffel“. Starke Wasserzuflüsse zwangen zur Einstellung des Abteufens bei 46 m Teufe.
1873: 2. Januar, Abteufbeginn des „Agathe-Schachtes“ des „Salzbergwerkes Neustaßfurt“ bei Löderburg.
1873: Abteufbeginn von Schacht I des „Salzbergwerkes Ludwig II“ bei Staßfurt. 4 Jahre später werden diese Arbeiten bei Teufe 300 m eingestellt.
1874: Abteufbeginn des „Achenbach-Schachtes“ zur Grubenfelderweiterung des „Königlich Preußischen Salzbergwerks Staßfurt“.
1876/1877: Aufnahme der Förderung von Leine-Steinsalz, Kainit und Carnallit im „Agathe-Schacht“ des „Salzbergwerks Neustaßfurt“ bei Löderburg.
1877: Der „Achenbach-Schacht“ beginnt mit der Förderung von Leine-Steinsalz. Es folgen 1878 die Aufnahme der Kainit- und 1879 der Carnallitförderung.
1879: Erste großflächige Abbaupfeiler- und Schwebenzusammenbrüche infolge von Wassereinbrüchen im „Herzoglich Anhaltischen Salzbergwerk Leopoldshall“.
1880: Abbaubedingte Oberflächenabsenkungen über dem Grubenfeld des „Königlich Preußischen Salzbergwerks Staßfurt“ im Zentrum der Stadt Staßfurt.
1880: Wiederaufnahme der Teufarbeiten im Schacht I der „Gewerkschaft Ludwig II“ bei Staßfurt. Die Endteufe beträgt 540 m.
1881: 28. März, Abteufbeginn des Schachtes „Hammacher“ „des Salzbergwerkes Neustaßfurt“ bei Löderburg.
1883: Erster Tagesbruch über dem Grubenfeld des „Herzoglichen Anhaltischen Salzbergwerkes Ludwig II“ bei Staßfurt.
1883: Förderaufnahme des „Hammacher-Schachtes“ des „Salzbergwerkes Neustaßfurt“ bei Löderburg. Gefördert werden Leine-Steinsalz und Kainit.
1884: Aufnahme der Förderung von Leine-Steinsalz und Carnallit im Schacht I des „Salzbergwerkes Ludwig II“ bei Staßfurt.
1886: Abteufbeginn des Schachtes 2 des „Salzbergwerkes Ludwig II“ bei Staßfurt. Es wurde gleichzeitig von der Ackersohle und der 350-m-Sohle des Schachtes 1 geteuft.
1887: Abteufbeginn des Schachtes III bei Rathmannsdorf als Reserveanlage für das „Herzoglich Anhaltische Salzbergwerk Leopoldshall“.
1887: Abteufbeginn der Schächte „v. Berlepsch“ und „v. Maybach“ zur Errichtung eines Reservebergwerkes infolge der drohenden Ersaufensgefahr für das alte „Königlich Preußische Salzbergwerk Staßfurt“.
1888: 1. November, Abteufbeginn des Schachtes III des „Salzbergwerkes Neustaßfurt“ bei Löderburg, der 1890 als Wetterschacht fertiggestellt wurde.
1890: Abteufbeginn der Schächte „Leopoldshall IV/V“ zur Errichtung einer Reserveschachtanlage für das im Ersaufen begriffene „Herzoglich Anhaltische Salzbergwerk Leopoldshall“.
1891: Aufnahme der Förderung auf Schacht 2 des „Salzbergwerkes Ludwig II“ bei Staßfurt.
1893: 4. Juli, Abteufbeginn des Schachtes IV des „Salzbergwerkes Neustaßfurt“ als Reserveschachtanlage für die durch Ersaufen bedrohte Schachtanlage „Agathe-Hammacher“.
1893: Aufnahme der Carnallit- und Leine-Steinsalzförderung auf der „Berlepsch-Maybach“-Schachtanlage des „Königlich Preußischen Salzbergwerk’s“ Staßfurt.
1893: Einstellung der Förderung im „v. Manteuffel-Schacht“. Der „v. d. Heydt-Schacht“ wird als Wetter- und Wasserhaltungsschacht genutzt.
1894: Aufnahme der Förderung von Leine-Steinsalz, Kainit und Carnallit auf der Schachtanlage „Leopoldshall IV/V“ des „Herzoglich Anhaltischen Salzbergwerk’s Leopoldshall“.
1895: Die Schächte „Leopoldshall IV/V“ werden in „Friedrichshall IV/V“ umgetauft.
1895: Abteufbeginn der Schachtanlage Brefeld bei Tarthun zur Kainitbedarfsdeckung des Königlich Preußischen Salzbergwerkes Staßfurt („v. d. Heydt/v. Manteuffel/Achenbach“-Vorräte erschöpft; „Berlepsch-Maybach-Schacht“ bisher ohne Kainitfund).
1895: Aufnahme der Förderung von Carnallit und Leine-Steinsalz auf Schacht III des „Herzoglich-Anhaltischen Salzbergwerk’s Leopoldshall“.
1897: Starke Erhöhung der Zuflüsse im Grubenfeld des „Herzoglich Anhaltischen Salzbergwerk’s Leopoldshall“.
1899: Tagesbruch in Leopoldshall, heute als Strandsolbad Staßfurt bekannt; bis 1906 werden viele Häuser in den Bereichen Großer und Kleiner Markt rund um die Johanniskirche abgerissen. (Ursache: Bergsenkungsschäden).
1902: Aufgabe des „Achenbach-Schachtes“ infolge Ersaufens des Grubenfeldes.
1902: Einstellung der Förderung auf „Friedrichshall I/II“.
1910: Aufnahme der Förderung auf „Schacht IV Neustaßfurt“.
1912: Aufgabe der Neustaßfurter Schächte „Agathe“ und „Hammacher“ sowie „Schacht III“.
1912: 1. April, Abteufbeginn der Schächte „Neustaßfurt V und VI“.
1913: Abteufen und Fertigstellung des Schachtes 3 der Anlage „Ludwig II“.
1913: Einstellung der Carnallitförderung auf Schacht „Leopoldshall III“ und Weiterführung der Steinsalzgewinnung.
1913: 4. März, Abteufbeginn des Schachtes „Neustaßfurt VII“.
1913: Frühjahr, Abteufbeginn des Schachtes „Neustaßfurt VIII“ (aber 1914 wieder eingestellt).
1913: Wiederaufnahme der Carnallitförderung auf der Schachtanlage „Friedrichshall I und II“ sowie Inbetriebnahme der betriebseigenen Chlorkalium-Fabrik, die 1912 errichtet wurde.
1916: Stilllegung „Leopoldshall III“.
1918: Gründung der „Staatlichen Salzwerke Staßfurt“.
1921: Die Gewerkschaft Neustaßfurt vereinigt sich mit der „Friedrichshall AG Sehnde“ zur „Kaliwerke Neustaßfurt-Friedrichshall AG“.
1922: Ersaufen „Leopoldshall Schacht III“.
1924: Einstellung der Förderung auf den Schächten „Ludwig I und II“.
1924: Übernahme des „Staatlichen Salzwerkes Staßfurt“ durch die „Preußische Bergwerks- und Hütten AG“. Die „Berginspektion Staßfurt“ wird in „Kaliwerk Staßfurt“ umbenannt.
1928: Die „Kaliwerke Neustaßfurt-Friedrichshall AG“ schließt sich mit der „Rehnania-Kunheim-Vereinigung chemischer Fabriken AG“ zur „Kali-Chemie-AG“ zusammen.
1929: Übernahme der „Anhaltischen Salzwerke GmbH“ durch die „Preußische Bergwerks- und Hütten AG“. Dazu gehörten die Carnallit fördernde Schachtanlage „Friedrichshall I/II“, deren Chlorkaliumfabrik sowie die Chemische Fabrik „Concordia“.
1929: Einstellung der Carnallitförderung auf der Schachtanlage „Friedrichshall I/II“ und Stilllegung der Chlorkaliumfabrik. Die Steinsalzförderung wird 1936 eingestellt.
1935: Kriegswirtschaftliche Nutzung der Schachtanlagen „Ludwig II“ zur Einlagerung von Heeresausrüstungen, „Friedrichshall“ als Großtanklager für Treibstoffe und „Brefeld I/II“ zur Einlagerung von Munition.
1945: Die Anlagen „Berlepsch-Meybach“, „Achenbachfabrik“, „Braunkohlengrube Löderburg“, „Chemische Fabrik Concordia“ und die stillgelegte „Brefeld-Schachtanlage“ bei Tarthun als Betriebsstätte der ehemaligen „Preußischen Bergwerks- und Hütten AG Berlin“ werden durch SMAD-Befehl sequestriert.
1946: o. g. Betriebe werden von der Sowjetischen AG für Düngemittel übernommen.
1947: Anschluss des „Salzbergwerkes Neustaßfurt“ an die Industriewerke Sachsen-Anhalt.
1948: Das „Kaliwerk Staßfurt“ gehört zur „Vereinigung Volkseigener Betriebe (VVB) Kali und Salze“ Halle.
1949: Das Salzbergwerk Neustaßfurt wird in die „Vereinigung Volkseigener Betriebe (VVB) Kali und Salze“ Halle übernommen.
1949: Einstellung der Wasserhaltung auf der Schachtanlage „Friedrichshall I/II“ wegen Aussichtslosigkeit der Lage, das Bergwerk vor dem Ersaufen retten zu können. Erste Laugenzuflüsse waren bereits Ende 1934 oberhalb der 1. Sohle aufgetreten.
1949: Die Wasserhaltung im Schacht I der „Schachtanlage Ludwig II“, die über eine Rohrleitung über Tage erfolgte, wird aus technischen Schwierigkeiten eingestellt. Fortan werden die anfallenden Grubenwasser in Förderwagen über Schacht 2 über Tage gebracht.
1950: Eingliederung des Salzbergwerkes Neustaßfurt an das „Kaliwerk Staßfurt“.
1954: Aufnahme der Carnallitförderung auf der „Schachtanlage Neustaßfurt VI/VII“. Das Rohsalz wurde per Seilbahn zur Achenbachchlorkaliumfabrik transportiert.
1954: Einstellung der Carnallitförderung auf der „Schachtanlage Berlepsch-Maybach“. Die von 1900 bis 1902 erbaute Untergrundstrecke zur Achenbachfabrik wird vorläufig stillgelegt.
1956: Das „Kaliwerk Klein-Schierstedt“ wird dem „Kaliwerk Staßfurt“ angeschlossen.
1958: Das „Kaliwerk Klein-Schierstedt“ wird stillgelegt.
1963: Beginn des gelenkten Bohrloch-Aussolens auf der „Schachtanlage Berlepsch-Maybach“.
1968: Beginn des übertägigen Aussolens.
1969: Die „Concordiafabrik“ wird stillgelegt.
1972: Am 30. Juni erfolgt die Einstellung des Untertagesolbetriebes auf der „Schachtanlage Berlepsch-Maybach“.
1972: Einstellung der Kalisalzförderung auf der „Schachtanlage Neustaßfurt VI/VII“.
1972: Die „Achenbachfabrik“ stellt ihren Betrieb ein.
1973–1979: Flutung der „Schachtanlagen Neustaßfurt VI/VII“, „Berlepsch-Maybach“ und „Ludwig II“ Schacht 1 und 2 mit Halbsole, die über eine Pipeline aus dem Solfeld Bernburg herangeführt wurde.
1990: Der „VEB Kali- und Steinsalzbetrieb ‚Saale‘ Werk Staßfurt“ wird in die Kapitalgesellschaft „Staßfurter Salz- und Stahlbau GmbH“ als ein Treuhandunternehmen umgewandelt.
1995: Errichtung des „Gaskavernenspeichers Staßfurt“ bei Neustaßfurt und Anlage des „Tiefkavernenspeichers Neustaßfurt“.
2001–2002: Neubau einer Pottaschefabrik auf dem ehemaligen Gelände der Achenbachfabrik und Beginn der Produktion.